# 精神転送
精神転送（せいしんてんそう、英: Mind transfer）とは、トランスヒューマニズムやサイエンス・フィクションで使われる用語であり、人間の心をコンピュータのような人工物に転送することを指す。精神アップロード（せいしんアップロード、Mind uploading）などとも呼ばれる（英語では、mind downloading、whole brain emulation、whole body emulation、electronic transcendenceなどとも呼ばれる）。
マービン・ミンスキーのように知能を機械的なものと考える人やハンス・モラベックやレイ・カーツワイルのようにロボットと人間の社会的融合を推進する人などが特に精神転送の可能性を公言している。
精神をコンピュータに転送する場合、それは一種の人工知能の形態となると考えられ、これをインフォモーフ (Informorph)あるいは "noömorph" と呼ぶこともある。人工的な身体に転送する場合、意識がその身体に限定されるなら、これは一種のロボットとなる。いずれにしても、転送された精神の元の本人であるように感じるなら、これらは人権を主張すると考えられる。
ロボット工学を使った身体に精神をアップロードすることは、人工知能の目標の一つとされることもある。この場合、脳が物理的にロボットの身体に移植されるのではなく、精神（意識）を記録して、それを新たなロボットの頭脳に転送する。
精神転送の考え方は、個人とは何か、霊魂は存在するかといった多くの哲学的疑問を生じさせ、生気論者も含め、多くの論者を惹きつける。

## 理論上の手法
精神転送は未だ机上の空論でしかない。精神転送を実現する技術はまだ存在しない。しかし、理論的な精神転送手法はいくつも提案されてきた。

### Blue Brain プロジェクトと計算問題
2005年6月6日、IBM とスイスのローザンヌ連邦工科大学は、人間の脳の完全なシミュレーションを構築する「Blue Brainプロジェクト」を開始することを発表した。このプロジェクトは IBM の Blue Gene 設計に基づくスーパーコンピュータを使って、脳の電気回路を再現する。人間の認知的側面の研究と、自閉症などの神経細胞の障害によって発生する様々な精神障害の研究を目的とする。当面の目標は、ラットの新皮質の一部を正確にシミュレートすることであり、これは人間の大脳新皮質とよく似ている。次いで、知能と深く関わるとされる大脳新皮質全体のシミュレート、さらには人間の脳全体へと進めていく。
しかしながら、Blue Brain プロジェクトの主任研究者 Henry Markram が「知的ニューラルネットワークを構築することが最終目標ではない」と述べている点は重要である。また、彼は人間の脳の正確なシミュレーションがコンピュータ上で可能かとの質問に次のように答えている:
「それは不可能と思われるし、必要でもない。脳の中ではそれぞれの分子が強力なコンピュータであり、それを正確にシミュレートするには、膨大な数の分子と分子間の相互作用をシミュレートする必要があり、非常に困難だ。おそらく現存するコンピュータより遥かに強力なものが必要となるだろう。動物の複製を作るのは簡単であり、わざわざコンピュータ上で動物の複製を作る必要はない。それは我々の目標ではない。我々は生体系の機能と誤動作を理解することで人類に役立つ知識を得ようとしている」
精神転送の信奉者は、ムーアの法則を引き合いに出して、必要なコンピュータ性能がここ数十年の間に実現すると主張する。ただし、そのためには1970年代以降主流となっている半導体集積回路技術を越えた技術が必要となる。いくつかの新技術が提案され、プロトタイプも公開されている。例えば、リン化インジウムなどを使った光集積回路による光ニューラルネットワークがあり、2006年9月18日、インテルが公表している。また、カーボンナノチューブに基づいた三次元コンピュータも提案されており、個々の論理ゲートをカーボンナノチューブで構築した例が既にある。また、量子コンピュータは神経系の正確なシミュレーションに必要なタンパク質構造予測などに特に有効と考えられている。現在の手法では、Blue Brain プロジェクトが Blue Gene を使っているように従来型のアーキテクチャの強力なコンピュータを使った ab initio モデリングなどの手法が必要となる。量子コンピュータが実現すれば、量子力学的な計算に必要とされる容量やエネルギーは削減され、Markram が言うような脳全体の完全なシミュレーションに必要とされる性能や容量も減少すると考えられる。
最終的に、様々な新技術によって、必要とされている計算能力を超えることは可能と予測されている。レイ・カーツワイルの収穫加速の法則（ムーアの法則の変形）が真実ならば、技術的特異点に向けての技術開発の速度は加速していき、比較的素朴な精神転送技術の発明によって2045年ごろには技術的特異点が発生すると予測されている。

### 連続切片化
精神転送によく似た手法として、連続切片化がある。この場合、脳細胞と周辺の神経系を凍結させ、少しずつスライスして切片化する。この手段としては、超ミクロトームとしてダイヤモンドナイフを使った半自動的な手法と、レーザーを使った自動化手法がある。このようにしてできた切片を透過型電子顕微鏡などの高解像度の装置でスキャンする。その結果を三次元化し、適当なエミュレーションハードウェア上の変換アルゴリズムを使ってアップロードする。つまり、この手法ではオリジナルの脳はスライスする為、物理的に破壊される。

### 脳細胞の逐次的置換
この手法にはテセウスの船に似た問題もある。

#### サイボーグ化
ナノマシンを使った技法とも関連するが、より実現可能性が高い方法として、人工脳を完成させてから有機脳と入れ替える「脳のサイボーグ化」が考えられる。一度に全体を入れ替えるのではなく、徐々に入れ替えていく方法も考えられ、患者の意識に変化がないことを確認しながら進めていくことができる。

#### ナノテクノロジー
より進んだ理論上の技法として、ナノマシンを脳内に注入し、脳の神経系の構造と活動をナノマシンが読み取るという方法が考えられる。さらに積極的に、ナノマシンが神経細胞を人工的な神経に置換していくという方法も考えられ、この場合、有機脳から人工脳への移行が徐々に進行し、その間に意識が途切れないことになる。これは例えば、インターネット上のコンピュータを徐々に新しいハードウェアに置き換えていくのと似ている。

### 脳イメージング
脳機能イメージング技術の進化したものを使って、非破壊的に脳の三次元モデルを構築する方法も考えられる。この場合、外部からの観測でどれだけの解像度が得られるかというのが問題となる。現在でもナノメートル単位のイメージングは可能だが、その場合は連続切片化で述べたような脳の物理的な破壊が必要である。

### 情報の入出力
脳活動から思考情報を読み出す「ブレイン・デコーディング」と、知覚や精神活動を脳活動に変換する「ブレイン・エンコーディング」が研究されている。2023年時点では、限定的ながら夢で見た画像や考えているだけの単語を読み出すことに成功している。
2025年時点では限定的であるが、非侵襲式の装置により脳へ情報を送信することが可能となっている。

### ブラックボックス
グレッグ・イーガンの作品にあるように、実用的な観点では脳をブラックボックスとして扱い、単に外界からの刺激に対してどう反応するかさえわかれば脳のモデルを構築でき、精神転送が可能という考え方もある。この場合、「自己」とは何かという哲学的問題が生じる。哲学的ゾンビ・中国語の部屋も参照。

## 複写か移動か
精神転送技術は意識の複写を前提としているものと移動を前提としているものがあるが、コンピュータによる何らかの脳のシミュレーションを行うものである以上、それはコンピュータ上のファイルのようにコピー可能である。ただし例外として量子脳理論が正しい場合にはクローン不可能定理があるため移動のみが可能でありコピーは不可能となる。そのシミュレーションを作成するために本来の脳を破壊しない方法がとられた場合、そのシミュレーションされた意識は存命中の人間の複写である。ただし、連続切片化のように脳を破壊する手法も考えられている。いずれにしても、同じ脳からとられた2つのバージョンがあったとき、複写時点までの記憶が同じであっても、その後の経験が違えば、両者の違いは徐々に大きくなっていくだろう。
同じオリジナルを出自とする複写が複数存在する場合、それぞれの利害が必ずしも一致するとは考えられず、複雑な問題が生じることは容易に想像がつく。これは例えば転送装置の故障で複数のコピーが生じてしまったときの問題と似ている。コンピュータ上では複写を作ることは（リソースさえあれば）無限に可能であり、それらがそれぞれ活動する場合を想像することもできる。
ジョン・ロックは1689年の "An Essay Concerning Human Understanding" の中で自我の同一性について次のような判断基準を提案している。すなわち、もしあなたが過去に何かを考えていたことを記憶しているなら、その考えていた人物とあなたは同一である、というものである。その後、哲学者らは同一性問題に関する様々なバリエーションを提案してきた。そのほとんどはブール論理を適用することで生じたものである。ファジィ論理によれば、ロックの提案は、自我の同一性を離散的な値ではなく連続的なものとして扱うことで妥当となることが示された。
精神転送では、複写が作られた時点では、両者（複写元と複写先）はほとんど同一の人物の2つの実体（インスタンス）と言う事ができる。しかし、時と共に両者の別人としての差異が大きくなっていくと考えられる。
脳の破壊を伴うような技法（連続切片化など）では、これを精神の複写と見るのか移動と見るのかは難しい問題である。これは、心身問題の哲学について各人がどのような考え方を持っているかに依存する、正しい1つの答の無い問題である。
このような哲学的な問題に関連して、徐々に脳を置き換えていく手法（上述のナノマシンによるものなど）の方が好ましいと考える者もいる。その間意識を失うことがないならば、これは通常の新陳代謝で脳を構成する分子が常に入れ替わっているのと何ら変わらない。

## 倫理上の問題
精神転送には様々な倫理的問題がある。精神転送技術が実現したとき、財産権、資本主義、人間とは何か、来世、神が人間を創ったとするアブラハムの宗教の観点などといった概念と競合するかもしれない。そういった意味では、精神転送の倫理的問題は移植などの身体的延命/改良技術の倫理問題の延長上にある。これは、生命倫理学の範疇になる。また、サイエンス・フィクションはこういった問題を扱う役割もある。
別の問題として、アップロードされた精神がオリジナルと全く同じ思考や直観を持つのか、それとも単に記憶と個性のコピーにすぎないのか、という問題もある。この違いは第三者にはわからないだろうし、当人にもわからないかもしれない。しかし、直観が失われるとしたら、破壊的な脳スキャンで精神転送することは殺人を意味する。このため、精神転送に反対の立場をとる人も多い。例えば、自分とまったく同じ記憶を持つロボ人間を三体作ったとする。これをつねったり、傷つけても、自分自身は痛くない。そのロボ人間がどんな快感を得ようと、どんな世界を見ようと、自分自身はそれを感じたり、見たりすることはない。とすれば、その三体のロボ人間は記憶や個性が自分と同じだけで、自分自身とは別物であろう。という問題である。

## SFにおける精神転送
- 精神転送はサイエンス・フィクションの典型的テーマの1つである。初期の例としては、ロジャー・ゼラズニイの1967年の小説『光の王』、フレデリック・ポールの1955年の短篇 「虚影の街」がある。類似のテーマの作品としては、ニール・R・ジョーンズの1931年の短篇 "The Jameson Satellite" がある（ある人間の脳が機械に移植される）。また、オラフ・ステープルドンの1930年の『最後にして最初の人類』では、移動不可能な機械内で人間のような有機的脳が成長する。
- もう1つの初期の例として、哲学者にして論理学者である Bertil Mårtensson の1968年の小説 Detta är verkligheten がある。同書では、過密になりすぎた人口を制御するために人々がアップロードされた状態で生活する様子を描いている。フィリップ・K・ディックの1969年の小説『ユービック』は、それまでのこういった小説の集大成ともいうべき内容であった。
- フレデリック・ポールのヒーチー年代記では、Robinette Broadhead は人間としては死ぬが、彼の妻（計算機科学者）がコンピュータプログラム Sigfrid von Shrink を使って「64ギガビット空間」（1976年の『ゲイトウェイ』での表現）に夫の精神をアップロードする。ヒーチー年代記はウィリアム・ギブスンの『ニューロマンサー』以前にサイバー空間での物理・社会・性・娯楽・科学を描いており、サイバーパンク小説で一般化したサイバー空間とメタ空間の相互作用も描いていた。『ニューロマンサー』では、主要登場人物がハッキングツールとしてサイバー犯罪者 Dixie Flatline の人工的インフォモーフを使う。このインフォモーフは、任務完了後に削除されるという約束で働く。
- ルーディ・ラッカーの "ウェア三部作" の1つ『ソフトウェア』（1982年）では、主人公コッブ・アンダスタンは人造人間の身体に精神転送される。
- グレッグ・イーガンは、精神転送の技術的側面だけでなく、哲学・倫理・法律・同一性といった様々な面を扱っている。『順列都市』と『ディアスポラ』では、脳スキャンに基づくシミュレーションによってコピーが作られる。また、"Jewelhead" ものでは、頭蓋骨に埋め込まれた小さなコンピュータに精神を転送し、その後有機脳が外科的に除去される世界が描かれている。
- 沼正三の小説『家畜人ヤプー』では、白人が危険なスポーツや作業に従事するときにクローン体を作成し、意識を転送してこれを行うことがある。
- 小松左京の短編『結晶星団』では、深宇宙探査船のコンピュータにある人物の精神を転送して送り出す。
- 萩尾望都の『銀の三角』（1982年）では、クローン技術と精神転送技術によって不死が実現した世界が描かれている。

### アニメ
- テレビアニメ『機動戦士ガンダム00』及びその関連作品では、ガンダムマイスターのティエリア・アーデを含む「イノベイド」と呼ばれる人造人間達の精神が、「ヴェーダ」と呼ばれる量子コンピュータとリンクしており、レベルの高いイノベイドは脳量子波やヴェーダやそのターミナルを介して他のイノベイドの身体（生体端末）を使用する事が可能である。無論ヴェーダやそのターミナル自体にもそのイノベイド自身の精神を置く事も可能である。
- テレビアニメ『SDガンダムフォース』において、ザコレッドが元の身体であるコマンダーサザビーに自分の意識を転送するシーンがある。当然その逆も可能。
- テレビアニメ『鋼鉄ジーグ』において、主人公の父親は第1話で死亡するが、生前に意識と記憶をコンピュータ「マシン・ファーザー」に移し替えていた。
- テレビアニメ『ゼーガペイン』では、現実世界において地球全土に極めて致死率の高いウイルスが散布され、逃れ得た極少数の人々が量子コンピュータに創られた仮想空間の町に肉体ごと転送しており、主人公ソゴル・キョウもそこで暮らしている。だが、自分達がコンピュータの中に住んでいる事に気付いている者は少ない。

### 漫画
- 士郎正宗の『アップルシード』や『攻殻機動隊』では、ナノテクノロジーの応用としての電脳化や電脳と人工知能との融合、サイボーグへの「脳の増量」等が行われる。
- 手塚治虫の『火の鳥 復活編』で、主人公レオナが、事故死した際に自身の残った脳に電子頭脳を追加して復活し、ロボットのチヒロ（彼にはチヒロが美少女に見える）と恋に落ち、最終的に一体のロボットであるロビタに融合する作品がある。
- 安永航一郎の『青空にとおく酒浸り』では、主人公の一人がマイクロマシンによって構成された擬似的な人体に人格がコピーされて本体は破壊されてしまう。
- 木城ゆきとの『銃夢』では、天空都市の住民はイニシエーションとして脳を「脳チップ」という機械の脳に取り換えられている。この時点で記憶等もコピーされており、住民は脳チップに交換されていることを知らない。
- 寺沢武一の『コブラ (漫画)』では、主人公の相棒が重傷を負い、人工肉体に精神を移植した。
- 『エイトマン』では、殉職した刑事の脳波(人格、記憶？)が機械の体に移植されている。
- トニーたけざきの『岸和田博士の科学的愛情』では、岸和田博士が起こした都市破壊の責任を取らされて防衛軍長官が投獄されたが、長官の代わりがいないため長官のクローンをつくり、記憶もコピーされた。

### 映画・ドラマ
- 映画『トロン』で、主人公がコンピュータに取り込まれる場面があるが、これは意識のみでなく、身体も同時に取り込まれた作品の例である。
- 映画『アバター』では、下半身不随の主人公が遺伝子操作によって作られた肉体（アバター）に精神を転送する事で惑星ナヴィの住人になりすます。
- 映画『楽園追放 -Expelled from Paradise-』では、多くの人類が自らの人格をデータ化し、電脳世界に移住（転送）した世界が描かれているほか、主人公が生身の肉体とデータを行き来する描写がある。
- ドラマ『安堂ロイド〜A.I. knows LOVE?〜』では、物理学者松嶋零士が歴史改変で未来の警察アンドロイドに射殺された際、脳データを未来に転送され、最終回で外見そっくりのARX-II13(安堂ロイド)にその脳データが転送され、読み込まれ、生体活動モードで脳データが再生された。この生体活動モードでは、アンドロイドではあるもののテロメアも起きるので「死」も存在する。
- ドラマ『スタートレック:ピカード』では、主人公ジャン＝リュック・ピカードは病死した後、シンスと呼ばれる人工的に造られた肉体に精神を転写され、人工生命体となる。

### ゲーム
- SFMMOゲーム『EVE Online』のスピンオフ作品である基本無料FPS『DUST514』では、作中世界における宇宙の先駆的種族ジョヴによってもたらされた精神転送技術によって、兵士がその死を迎えるときに瞬時に意識を事前に用意していたクローン体へと移すことで、実質的な不死の存在として戦い続けるという描写がなされている。
- エースコンバット3では、登場人物の一人が精神をデータ化し、「エレクトロスフィア」と呼ばれる仮想空間に存在している設定である。(実際には主人公を含め、ほぼすべての人物及び出来事がシミュレーションされた世界である)

### 舞台・ミュージカル
- 少年隊のミュージカル『PLAYZONE2006 change』では、人の脳に蓄積された感情や記憶などのデータを読み取り、他の人に転送する装置ライブラが登場。この装置を開発したキャラクターの赤坂は、交通事故で昏睡状態になった息子に別の人の心を転送してよみがえらせようとしていた。彼のセリフでは、精神転送による不死についても示されている。

## 精神転送の支持者
ラエリアン・ムーブメントの信者は、クローン技術を使った永遠の生命の実現に精神転送を必要とする。また、コンピュータ上で生きるというのも選択肢の一つと考えられている。
もちろん、宗教がかっていない神経科学者や人工知能学者（マービン・ミンスキーなど）にも精神転送の信奉者はいる。1993年、Joe Strout は Mind Uploading Home Page と名づけた小さなWebサイトを立ち上げ、人体冷凍保存サークルなどネット上のあちこちで宣伝を始めた。このサイト自体は近年まであまり活発に更新されていなかったが、Randal A. Koene の MindUploading.org のような同趣旨のサイトが登場している（Koene はメーリングリストも主催している）。これらは、精神転送を不治の病に対抗する医療手段の一種と見ている。
トランスヒューマニズムの信奉者の多くは精神転送技術の開発を望んでいるし、21世紀中にそれが実現すると予測している。ある意味で精神転送の実現がトランスヒューマニズム運動の最終目標の1つでもある。
Gregory S. Paul と Earl D. Cox の著書 Beyond Humanity: CyberEvolution and Future Minds ではコンピュータが直観を持つよう進化する様子を描いているが、同時に精神転送も扱っている。
トランスヒューマニズムの信奉者にして技術的特異点の可能性を指摘した人物、レイ・カーツワイルは人間並みの人工知能を生み出す手っ取り早い方法として「人間の脳のリバースエンジニアリング」を示唆した。彼は、このような言い回しで脳の動作原理に基づいた新たな知能の生成を指していることもあるが、脳の詳細なスキャンとシミュレーションによって個人の精神をアップロードすることを指していることもある。これに関しては、彼の著書 The Singularity is Near の pp. 198-203 などで論じられている。

## 精神のバックアップ
精神転送の技術を応用すれば、個人の精神（意識）のバックアップをとることができる。そして、その個人の死亡時にバックアップから当人の精神の複製を作るのである。この種の設定もSF小説にはよく登場する。
- 茅田砂胡の小説「暁の天使たち」では、登場人物の男性が定期的に機械に記憶をバックアップし、死亡時点でクローン技術によって作り出した肉体に記憶を書き戻すことにより、蘇生を試みる。確立された技術ではないため、成功するかは不明となっている。